# Brahmidia
Brahmidia é um gênero de mariposa pertencente à família Bombycidae.